# Parafia św. Jana Chrzciciela w Lubniu
Parafia Świętego Jana Chrzciciela w Lubniu – parafia należąca do dekanatu Pcim w archidiecezji krakowskiej. 
Obecnie proboszczem jest ks. mgr Piotr Sulek.